# Lanarkshire Settentrionale
Il Lanarkshire Settentrionale (gaelico scozzese Siorrachd Lannraig a Tuath) è una council area della Scozia. Confina a nord-est con la città di Glasgow e contiene molti dei quartieri della città, oltre alle città e villaggi confinanti. Confina anche con il Dunbartonshire Orientale, Falkirk, Stirling, Lanarkshire Meridionale e Lothian Occidentale. L'area amministrativa contiene parti delle contee tradizionali di Dunbartonshire, Lanarkshire and Stirlingshire e la sede del consiglio si trova a Motherwell.
L'area fu costituita nel 1996 coprendo i distretti di Cumbernauld e Kilsyth, Motherwell e Monklands, oltre alle aree di Chryston e Auchinloch del distretto di Strathkelvin; tutte erano nella regione di Strathclyde tra il 1975 ed il 1996. Come nuova autorità unica, il Lanarkshire Settentrionale divenne responsabile di tutte le funzioni in precedenza espletate sia dai consigli regionali che da quelli di distretto, che furono aboliti.

## Storia
La parte maggiore del Lanarkshire Settentrionale, che comprende circa due terzi dell'area amministrativa che si trova a sud del Luggie Water, si trovava nella contea storica del Lanarkshire; quest'ultimo esisteva come contea sin dal tempo di re Davide I, che aveva governato la Scozia dal 1124 al 1153. La contea prese il nome dalla storica città di Lanark, che oggi si trova nel Lanarkshire Meridionale, che era stata la sede del primo Parlamento di Scozia, sotto Kenneth II nel 978. Le parti settentrionali dell'attuale Lanarkshire Settentrionale si trovavano nelle contee di Dunbartonshire e Stirlingshire prima del 1975, con Cumbernauld e l'area a nord del Luggie Water e a sud del fiume Kelvin che si trovavano nel Dunbartonshire e Kilsyth e l'area a nord del fiume Kelvin nello Stirlingshire. Prima delle riforme del 1975 vi erano cinque burgh nell'area oggi coperta dal Lanarkshire Settentrionale:
- Airdrie
- Coatbridge
- Cumbernauld (status di burgh concesso nel 1968 a seguito della crescita della New Town)[5]
- Kilsyth
- Motherwell e Wishaw (in precedenza due burgh separati prima dell'unione nel 1920)[6]

La popolazione dell'area che sarebbe divenuta il Lanarkshire settentrionale crebbe rapidamente durante la rivoluzione industriale; nel XVIII secolo le città dell'area, inclusa Motherwell, erano attive nella produzione tessile. La scoperta di depositi di carbone e ferro nel XIX secolo, e la costruzione della ferrovia tra Glasgow ed Edimburgo, trasformarono la regione. Le città di Motherwell, Coatbridge e Wishaw divennero centri dell'industria del ferro e dell'acciaio.
Queste industrie iniziarono a decrescere nella seconda metà del XX secolo, mentre la crescita interessava i settori finanziari e tecnologici, oltre ai servizi di logistica collegati al traffico di merci pesanti nell'area. La New Town di Cumbernauld si espanse rapidamente dopo la seconda guerra mondiale, ed oggi è la maggiore città del Lanarkshire Settentrionale. La crescita dell'area metropolitana della Grande Glasgow nella parte sud-occidentale del Lanarkshire Settentrionale ha portato alla creazione di aree residenziali per pendolari.

## Località
- Airdrie
- Allanton
- Auchinloch
- Annathill
- Banton
- Bargeddie
- Bellshill
- Calderbank
- Caldercruix
- Carfin
- Chapelhall
- Chryston
- Cleland
- Coatbridge
- Croy
- Cumbernauld
- Dullatur
- Forrestfield
- Gartcosh
- Glenboig
- Glenmavis
- Greengairs & Wattson
- Harthill
- Holytown
- Kilsyth
- Longriggend
- Mollinsburn
- Moodiesburn
- Motherwell
- Newmains
- Newarthill
- New Stevenston
- Overtown
- Plains
- Queenzieburn
- Riggend
- Salsburgh
- Shotts
- Stand
- Stepps
- Tannochside
- Viewpark
- Wishaw

## Amministrazione

### Gemellaggi
- Campi Bisenzio